# Rhodonessa
Rhodonessa  was een monotypisch geslacht, nauw verwant aan het geslacht Netta. Het had één soort die nu is uitgestorven:
- Rhodonessa caryophyllacea – Rozekopeend